# The Martians

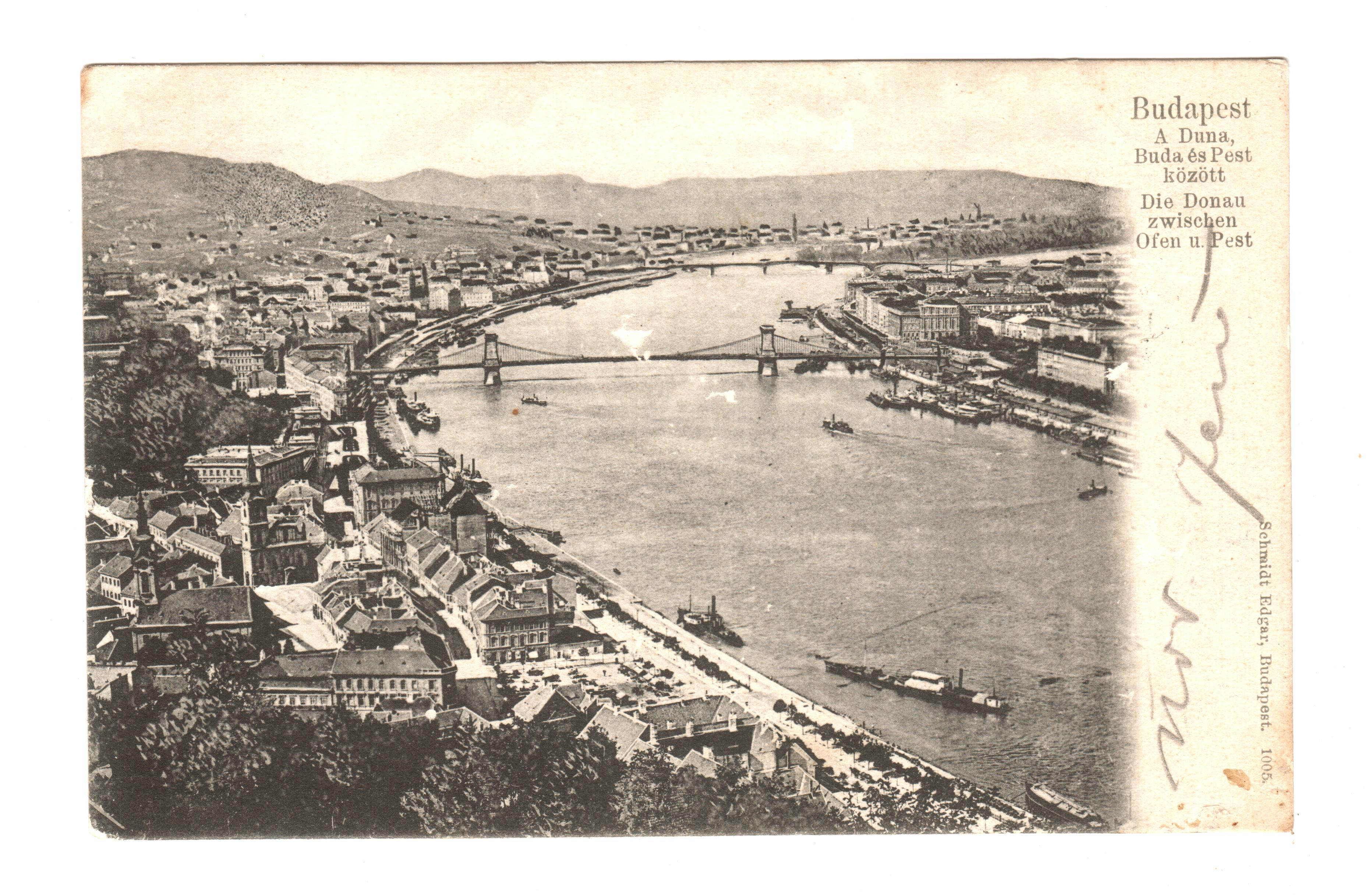
Budapest, ca. 1900

Als The Martians (englisch für ‚die Marsianer‘) wurde eine Gruppe von prominenten und hochbegabten Physikern und Mathematikern in der ersten Hälfte des 20. Jahrhunderts bezeichnet. Alle Martians stammten aus dem jüdischen Großbürgertum in Budapest, hatten einen wesentlichen Teil ihrer wissenschaftlichen Ausbildung an deutschsprachigen Universitäten erhalten und waren mit dem Aufkommen des Nationalsozialismus in die USA immigriert. Zu den Martians wurden gezählt: Leó Szilárd, Eugene Paul Wigner, Edward Teller, John von Neumann, George Pólya und gelegentlich auch Theodore von Kármán, obwohl letzterer merklich älter war als die anderen Personen. Im weiteren Sinne wurden seltener auch Dennis Gábor, Paul Erdős, Paul Halmos, John Harsanyi und John G. Kemeny dazugerechnet.

## Begriffsprägung
Die humorvoll-ironisch gemeinte Bezeichnung wurde in Unterhaltungen in Los Alamos während des Manhattan-Projekts geprägt, wo man der Frage nachging, wieso so viele der dort arbeitenden begabten Wissenschaftler aus Ungarn stammten. Die Antwort eines Teilnehmers war, sie wären ursprünglich Marsbewohner, die nur zur Tarnung Ungarisch redeten. Die Mitglieder dieser Gruppe hatten erstaunliche Parallelen in ihren Lebensläufen. Alle waren in Budapest geboren, stammten aus jüdischen Familien mit deutschem kulturellen Hintergrund, hatten an deutschsprachigen Universitäten studiert und/oder gearbeitet und waren mit dem Aufkommen des Nationalsozialismus nach Amerika ausgewandert.
Für die US-Amerikaner waren die Martians außerordentlich exotische Erscheinungen aus dem fernen Europa. Die meisten amerikanischen Kollegen kannten Ungarn nur vom Hörensagen und hatten nur ungefähre Vorstellungen von Budapest. Es erschien ihnen schwer erklärlich, dass aus einem einzigen Ort in so kurzer Zeit eine solche große Zahl von hochbegabten, intellektuell überragenden Wissenschaftlern entsprungen war. Deswegen wurde scherzhaft davon gesprochen, dass Angehörige einer überlegenen außerirdischen Zivilisation vom Planeten Mars ihr irdisches Hauptquartier in Ungarn aufgeschlagen hätten.

## Erklärung des Phänomens
John von Neumann erklärte die statistisch unwahrscheinliche Häufung so vieler herausragender Wissenschaftler aus Budapest Anfang des 20. Jahrhunderts gegenüber Stanisław Ulam, dies wäre eine Konstellation bestimmter kultureller Faktoren, die er nicht präzisieren könne: ein externer Druck auf die ganze Gesellschaft dieses Teils Zentraleuropas, ein unbewußtes Gefühl extremer Unsicherheit bei den einzelnen Personen, und die Notwendigkeit das Außergewöhnliche zu erschaffen oder unterzugehen. Dabei bezog er sich auf die Geschichte Ungarns nach dem Ersten Weltkrieg zuerst mit dem kommunistischen Regime der ungarischen Räterepublik, in der viele vorher gut gestellte Personen ihre Ämter verloren, gefolgt von dem autoritären antisemitischen Regime von Miklós Horthy, vor dem insbesondere jüdische Studenten ins Ausland auswichen, wobei besonders Deutschland damals für Naturwissenschaftler und Mathematiker attraktiv war.
Edward Teller erklärte dieses Phänomen in einem Fernsehinterview folgendermaßen:

„...My other answer is, that we, who came from Hungary, have escaped a shipwreck. And we have behaved like people who have been in a shipwreck and would prefer not to be in a second one. That, to a small extend, does set us apart.“

„...Meine andere Antwort ist, dass wir, die wir aus Ungarn kamen, einem Schiffbruch entkommen sind. Und wir haben uns wie Menschen verhalten, die einen Schiffbruch erlebt haben und keinen zweiten Schiffbruch erleben wollten. Dadurch unterscheiden wir uns etwas.“

## Synoptischer Überblick über die Lebensläufe der Martians
Die folgende Tabelle gibt einen vergleichenden Überblick über die Lebensläufe der fünf Martians im engeren Sinne.
| Person                      | Geburtsdatum             | Ausbildung und wissenschaftl. Tätigkeit in Europa | Emigration                                                  | Tätigkeit in den USA | Sterbedatum                           |
| --------------------------- | ------------------------ | --- | ----------------------------------------------------------- | --- | ------------------------------------- |
| Leó Szilárd                 | 11. Feb. 1898 (Budapest) | - 1908–16 Realgymnasium Budapest - 1916/17, 1918–19 Technische Universität Budapest - 1920 Technische Hochschule Berlin-Charlottenburg - 1920–22 Friedrich-Wilhelms-Universität Berlin - 1922 Promotion (Über die thermodynamischen Schwankungserscheinungen) bei Max von Laue - 1923–1927 wiss. Mitarbeiter am Kaiser-Wilhelm-Institut für Faserstoffchemie unter Hermann F. Mark - 1927 Privatdozent an der Friedrich-Wilhelms-Universität Berlin (Habilitationsschrift: Über die Entropieverminderung in einem thermodynamischen System bei Eingriffen intelligenter Wesen) seit 1922 Zusammenarbeit mit Albert Einstein - 30. März 1933 Szilárd verlässt Deutschland über Wien Richtung England - ab 1933 Entwicklung theoretischer Konzepte zur nuklearen Energiegewinnung, Patentanmeldung - 1934–37 experimentelle Arbeiten am St. Bartholomew’s Hospital London zusammen mit Thomas A. Chalmers | 1920 nach Deutschland 1933 nach England 1937 in die USA     | - 2. August 1939 Albert Einstein schreibt einen im Wesentlichen von Szilárd formulierten Briefe an Präsident Roosevelt, in dem ein amerikanisches Atomwaffenprojekt angeregt wird - ab 1942 Leitung des Metallurgischen Labors der Universität Chicago im Rahmen des Manhattan-Projekts - ab 1946 Professor an der University of Chicago - ab 1957 Engagement in den Pugwash-Konferenzen - 1964 Salk Institute, La Jolla, Kalifornien                     | 30. Mai 1964 (La Jolla, Kalifornien)  |
| Eugene Wigner (1963)        | 17. Nov. 1902 (Budapest) | - 1915–19 Fasori Evangélikus Gimnázium Budapest - 1920–21 Technische Universität Budapest - 1921–25 Technische Hochschule Berlin-Charlottenburg - seit 1922 Arbeit am Kaiser-Wilhelm-Institut für Chemie in Berlin-Dahlem unter Hermann F. Mark - 1924 (?) Diplomarbeit (....) bei Hermann F. Mark - 1925 Dissertation (Bildung und Zerfall von Molekülen, Statistische Mechanik und Reaktionsgeschwindigkeit) zum Dr. Ing. bei Michael Polanyi - 1925–26 Tätigkeit als Ingenieur in Budapest - 1926–27 Forschungsassistent zunächst bei Karl Weissenberg, dann Richard Becker an der Friedrich-Wilhelms-Universität Berlin - 1927 Assistent bei David Hilbert an der Universität Göttingen - 1928–30 in Berlin | 1921 nach Deutschland 1930/33 in die USA                    | - 1930–33 Gastdozent an der Princeton University - 1933–36 Gastprofessur an der Princeton University - 1936–38 Professur an der University of Wisconsin - 1938–71 Professur an der Princeton University - 1942–45 Mitarbeit am Manhattan Project (University of Chicago) - 1946–47 Direktor der Clinton Laboratories in Oak Ridge, Tennessee - 1952–57 Mitglied General Advisory Committee der U.S. Atomic Energy Commission - 1963 Nobelpreis für Physik | 1. Jan. 1995 (Princeton, New Jersey)  |
| Edward Teller (1958)        | 15. Jan. 1908 (Budapest) | - 1917–25 Minta-Gymnasium Budapest - 1926 Technische Universität Budapest - 1926–28 Technische Hochschule Karlsruhe - 1928 Universität München - 1928–30 Universität Leipzig - 1930 Dissertation (Über das Wasserstoffmolekülion) bei Werner Heisenberg (Leipzig) - 1930–33 Forschungsassistent an der Universität Göttingen bei Arnold Eucken und James Franck - 1933–34 London und Kopenhagen | 1926 nach Deutschland 1933 nach England 1935 in die USA     | - 1935–46 George Washington University, Washington, D.C. - 1942–46 Mitarbeit am Manhattan-Projekt (1942–43 Chicago, 1943–46 Los Alamos) - 1946–52 University of Chicago - 1949–52 Mitarbeit in Los Alamos - 1954 Anhörung vor dem Komitee für unamerikanische Umtriebe - 1952–2003 Lawrence Livermore National Laboratory, Kalifornien - 1953–75 University of California                                                                                 | 9. Sept. 2003 (Stanford, Kalifornien) |
| John von Neumann (ca. 1940) | 28. Dez. 1903 (Budapest) | - 1910(?)–21 Fasori Evangélikus Gimnázium Budapest - 1921 Universität Budapest - 1921–23 Technische Hochschule Berlin-Charlottenburg - 1923–25 ETH Zürich (Chemieingenieurswesen) - 1926 Dissertation (Die Axiomatisierung der Mengenlehre) bei Leopold Fejér (Universität Budapest) - 1927–29 Privatdozent an der Friedrich-Wilhelms-Universität Berlin - 1929 Privatdozent an der Universität Hamburg | 1921 nach Deutschland 0(1923–26 Schweiz) 1930/33 in die USA | - 1930–33 Princeton University als Gastprofessor - 1933–57 Institute for Advanced Study, Princeton - 1943–55 Mitarbeit in Los Alamos | 8. Feb. 1957 (Washington, D.C.)       |
| Theodore von Kármán (1950)  | 11. Mai 1881 (Budapest)  | - 1891–99 Minta-Gymnasium Budapest - 1899–1903 Studium an der Technischen Universität Budapest - 1903–06 Assistent bei Donát Bánki in Budapest - 1906–08 Assistent bei Ludwig Prandtl in Göttingen, Promotion (Knickfestigkeit von Stäben) - 1910 Habilitation in Göttingen (Untersuchungen über die Bedingungen des Bruches und der plastischen Deformation, insbesondere bei quasi-isotropen Körpern) - 1912 Tätigkeit an der Bergakademie Schemnitz - 1913–30/33 Professur an der Technischen Hochschule Aachen - 1914–18 während des Krieges Leiter der österreich-ungarischen Forschungsgruppe für Luftfahrt - 1918–19 Tätigkeit im Erziehungsministerium der Ungarischen Räterepublik | 1906/13 nach Deutschland 1930/33 in die USA                 | - 1930–49 Leiter des Guggenheim Aeronautical Laboratory am California Institute of Technology - 1933 Gründer des U.S. Institute of Aeronautical Sciences (später Jet Propulsion Laboratory) | 6. Mai 1961 (Aachen)                  |